# Pilotín

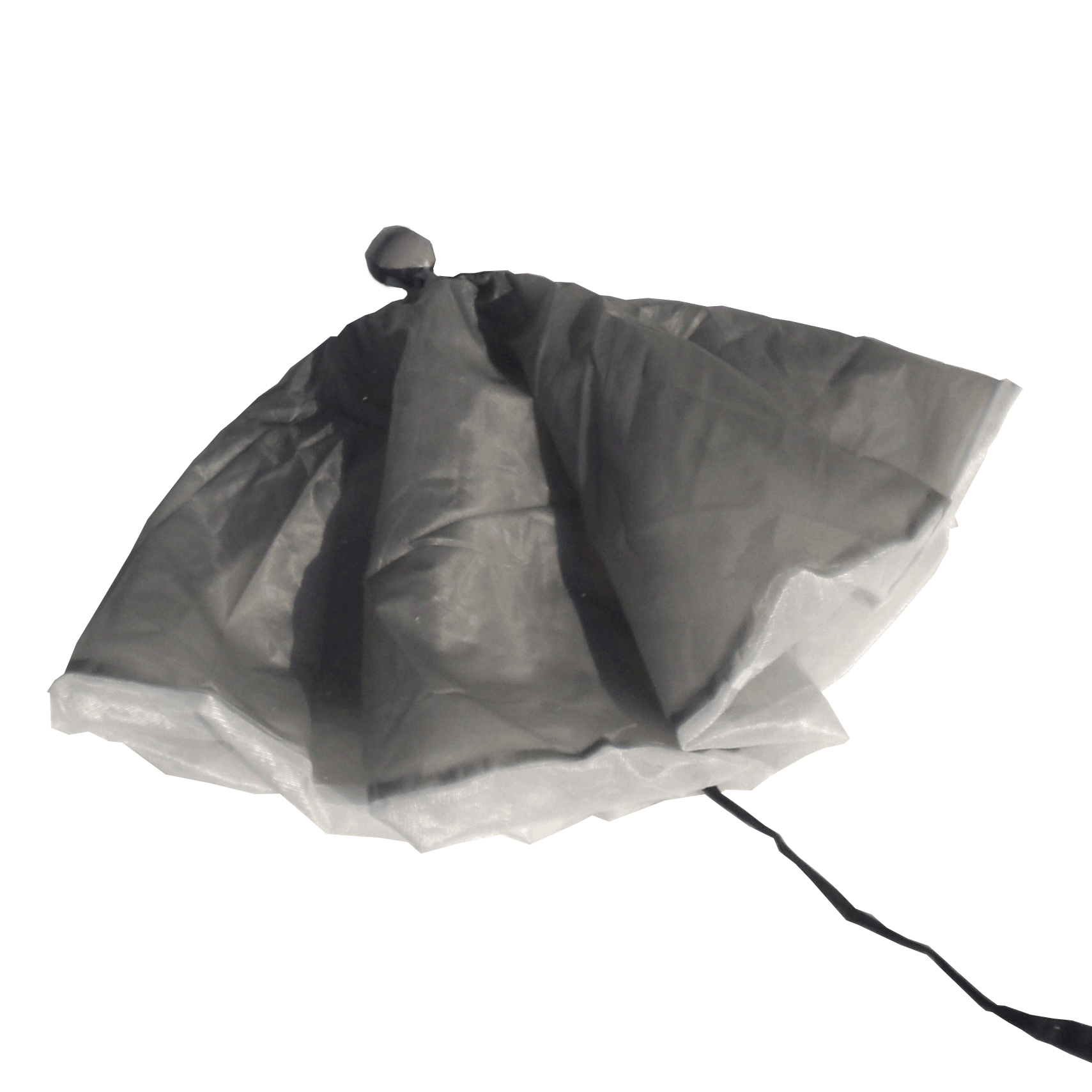
Pilotín

El pilotín es un pequeño paracaídas usado para desplegar un paracaídas principal o de reserva. El pilotín está conectado a la bolsa que contiene el paracaídas a través de la brida. En el paracaidismo moderno existen 2 tipos de pilotines, de resorte y de mano.

## Tipos de pilotillo

### Pilotín de Resorte
El pilotín de resorte se usa en conjunto con un cable. Cuando el paracaidista tira del cable, éste abre el contenedor, permitiendo que el pilotín salga por acción de la expansión del resorte. Este tipo de pilotín es usado sobre todo en paracaídas de reserva. También son usados en algunos modelos de paracaídas para alumnos.

### Pilotín de Mano
Este es el tipo de pilotín más usado hoy en día. El pilotín de mano se empaca en la parte de abajo del contenedor. Tiene una manija en la parte superior. Esta manija es tomada y tirada por el paracaidista, permitiendo que el aire infle el pilotín, tirando de la brida, soltando el pin que mantiene cerrado el contenedor y permitiendo que la bolsa salga y desplegando el paracaídas. Este tipo de pilotín fue inventado por Bill Booth.
- Datos: Q7194470